# Universidad Tecnológica de Hermosillo
La Universidad Tecnológica de Hermosillo (UTH) es una institución pública de educación superior localizada en la ciudad de Hermosillo, en el estado de Sonora, México.

## Historia
La Universidad Tecnológica de Hermosillo fue fundada en 1998 como parte del Subsistema Nacional de Universidades Tecnológicas y Politécnicas. Inicialmente ofrecía estudios de Técnico Superior Universitario, a los que, posteriormente, se sumaron diversas Ingenierías y Licenciaturas.

## Oferta educativa
La UTH cuenta con trece programas de técnico superior universitario, ocho ingenierías y dos licenciaturas.

### Técnico Superior Universitario
- T. S. U. en Energías Renovables área Energía Solar
- T. S. U. en Manufactura Aeronáutica
- T. S. U. en Procesos Industriales área Manufactura
- T. S. U. Paramédico
- T. S. U. en Minería
- T. S. U. en Gastronomía
- T. S. U. en Administración área Formulación y Evaluación de Proyectos
- T. S. U. en Desarrollo de Negocios área Mercadotecnia
- T. S. U. en Mantenimiento área Industrial
- T. S. U. en Mecánica área Industrial
- T. S. U. en Mecánica área Moldes y Troqueles
- T. S. U. en Mecatrónica área Automatización
- T. S. U. en Tecnologías de la Información área Desarrollo de Software
- T. S. U. en Tecnologías de la Información área Infraestructura de Redes Digitales

### Ingenierías
- Ingeniería en Mantenimiento Industrial
- Ingeniería en Metal Mecánica
- Ingeniería en Mecatrónica
- Ingeniería en Minería
- Ingeniería Industrial
- Ingeniería en Desarrollo y Gestión de Software
- Ingeniería en Redes Inteligentes y Ciberseguridad
- Ingeniería en Energías Renovables
- Ingeniería en Manufactura Aeronáutica

### Licenciaturas
- Licenciatura en Gastronomía
- Licenciatura en Protección Civil y Emergencias
- Licenciatura en Innovación de Negocios y Mercadotecnia
- Licenciatura en Gestión de Negocios y Proyectos

## Actividades extracurriculares
La UTH ofrece una constante actividad cultural, con exposiciones artísticas, obras de teatro y conferencias. Asimismo, se practican diversas disciplinas y existen torneos deportivos intramuros.
1. 1 2  http://www.universia.net.mx/universidades/universidad-tecnologica-hermosillo-sonora/in/30281
2. ↑  http://www.uthermosillo.edu.mx/index.php/modelo-academico/
3. ↑  http://www.uthermosillo.edu.mx/index.php/oferta-educativa/
4. ↑  http://www.uthermosillo.edu.mx/index.php/actividades-extracurriculares//

- Datos: Q48790180